# Guido Bigio
Guido Bigio (Busalla, 28 luglio 1881 – Le Mesnil-Réaume, 22 maggio 1913) è stato un pilota automobilistico e progettista italiano.

## Biografia
Progettista di talento, nel 1904 fondò assieme a Matteo Ceirano e altri soci l'azienda automobilistica Itala. Con la nascita dell'azienda nacque anche la sua attività di pilota e negli anni seguenti il successo delle vetture Itala nelle competizioni sportive portò ad un aumento delle vendite, consentendo a Bigio di diventare direttore generale dell'azienda e di continuare in parallelo la carriera di pilota.

## L'incidente mortale
Nel maggio del 1913, Bigio si recò in Francia insieme ad Antonio Moriondo e a un gruppo di meccanici, per provare le macchine in vista del Gran Premio di Francia, che si sarebbe svolto di lì a due mesi. Per evitare problemi di traffico, Bigio scelse di provare la sua auto durante la notte sulle strade che nell'anno precedente avevano formato il circuito del Gran Premio, nei dintorni di Dieppe. Partì intorno alle 3 del mattino e poco dopo perse il controllo della vettura presso Le Mesnil-Réaume: la sua Itala si capovolse, uccidendolo sul colpo. Il suo tecnico Crescentino Ardizzone, che era con lui, riuscì a trascinarsi fuori dai rottami ma, nonostante l'aiuto di un contadino, morì anche lui nel giro di poco tempo. Questo incidente mortale segnò la fine della presenza ufficiale dell'Itala nelle competizioni sportive.